# Csatáry László

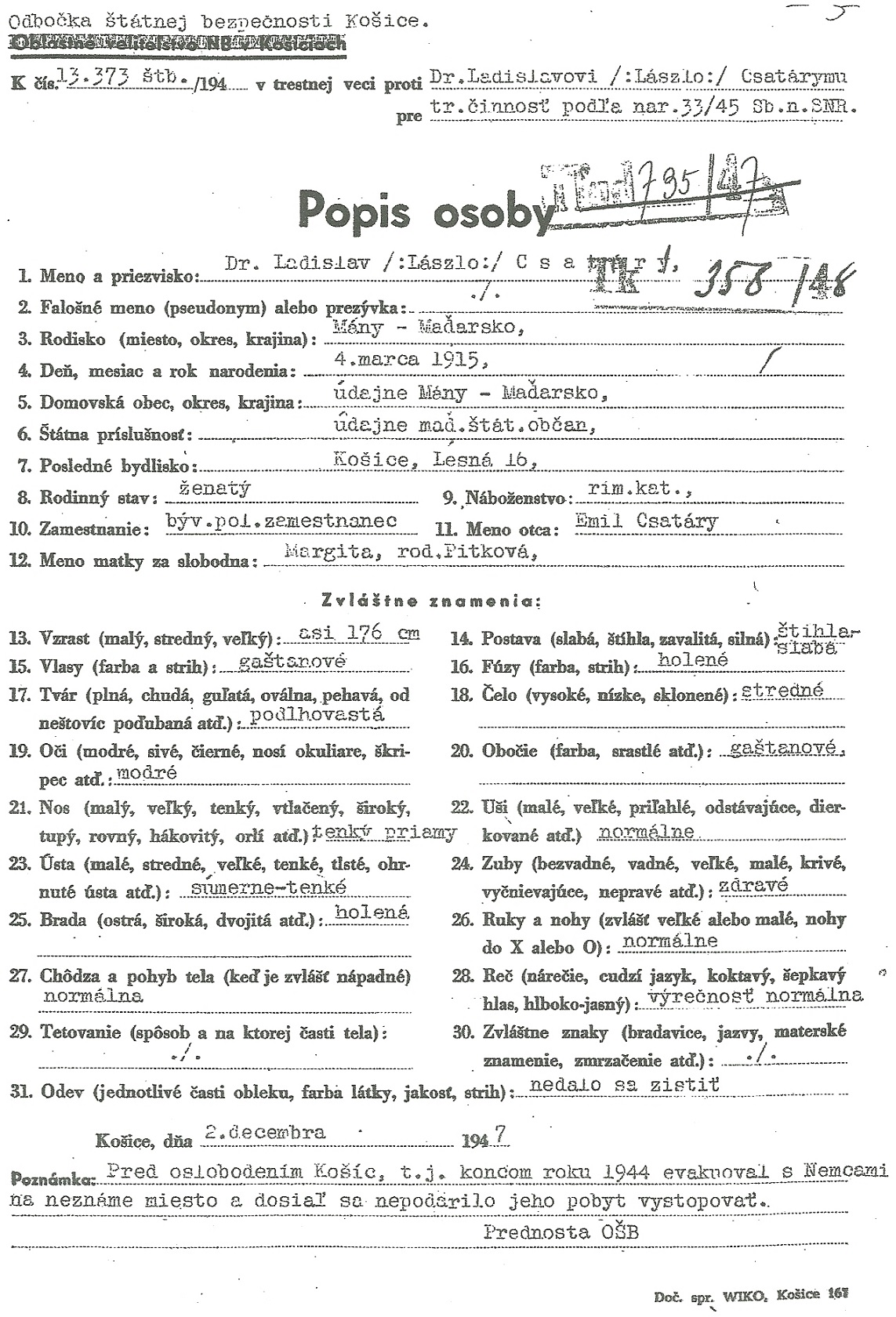
Csatáry László körözésben kiadott adatai és személyleírása

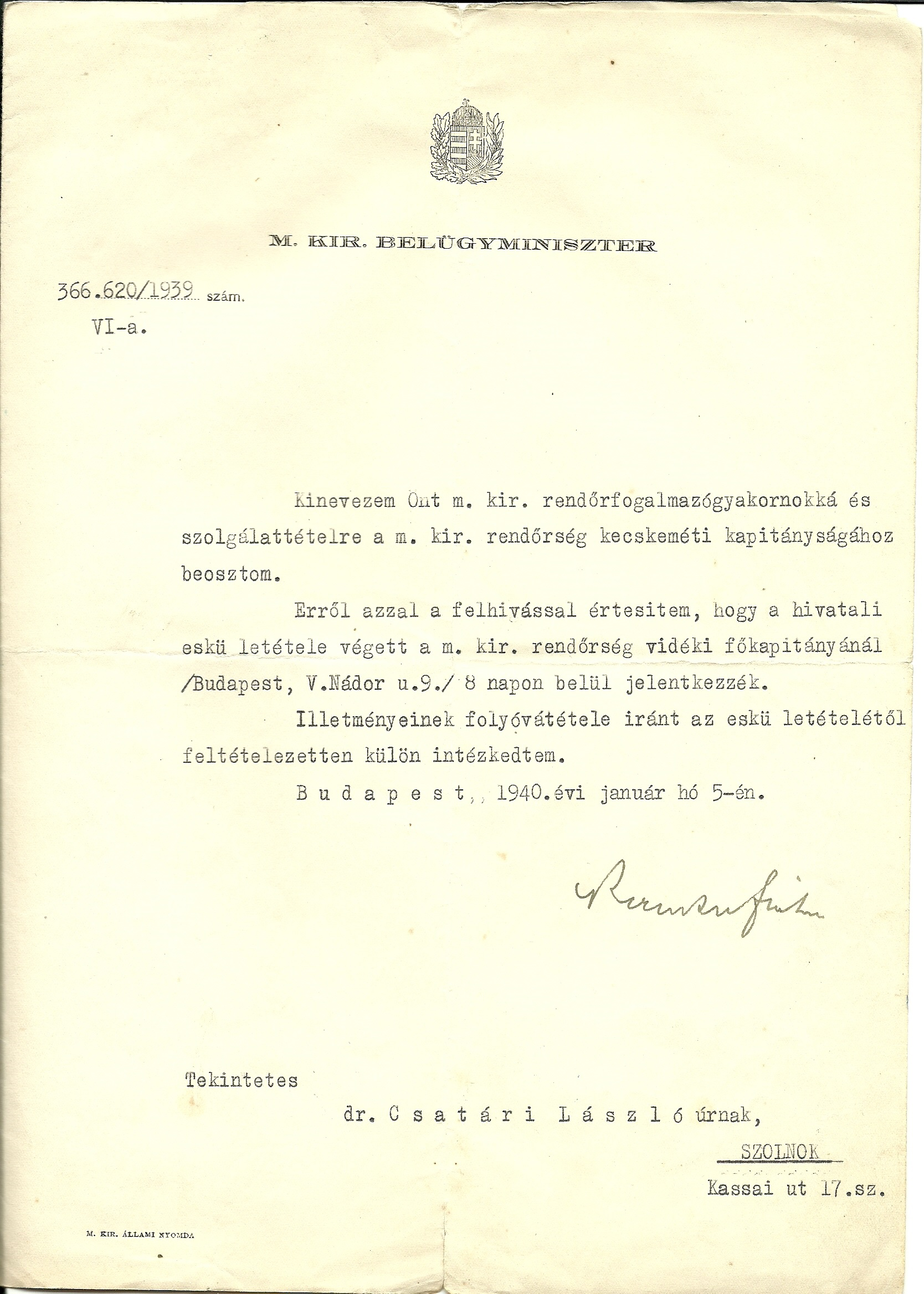
Dr. Csatáry László M.kir. BM. rendőrség fogalmazó-gyakornoki kinevezése Kecskemétre 1940. január 5.

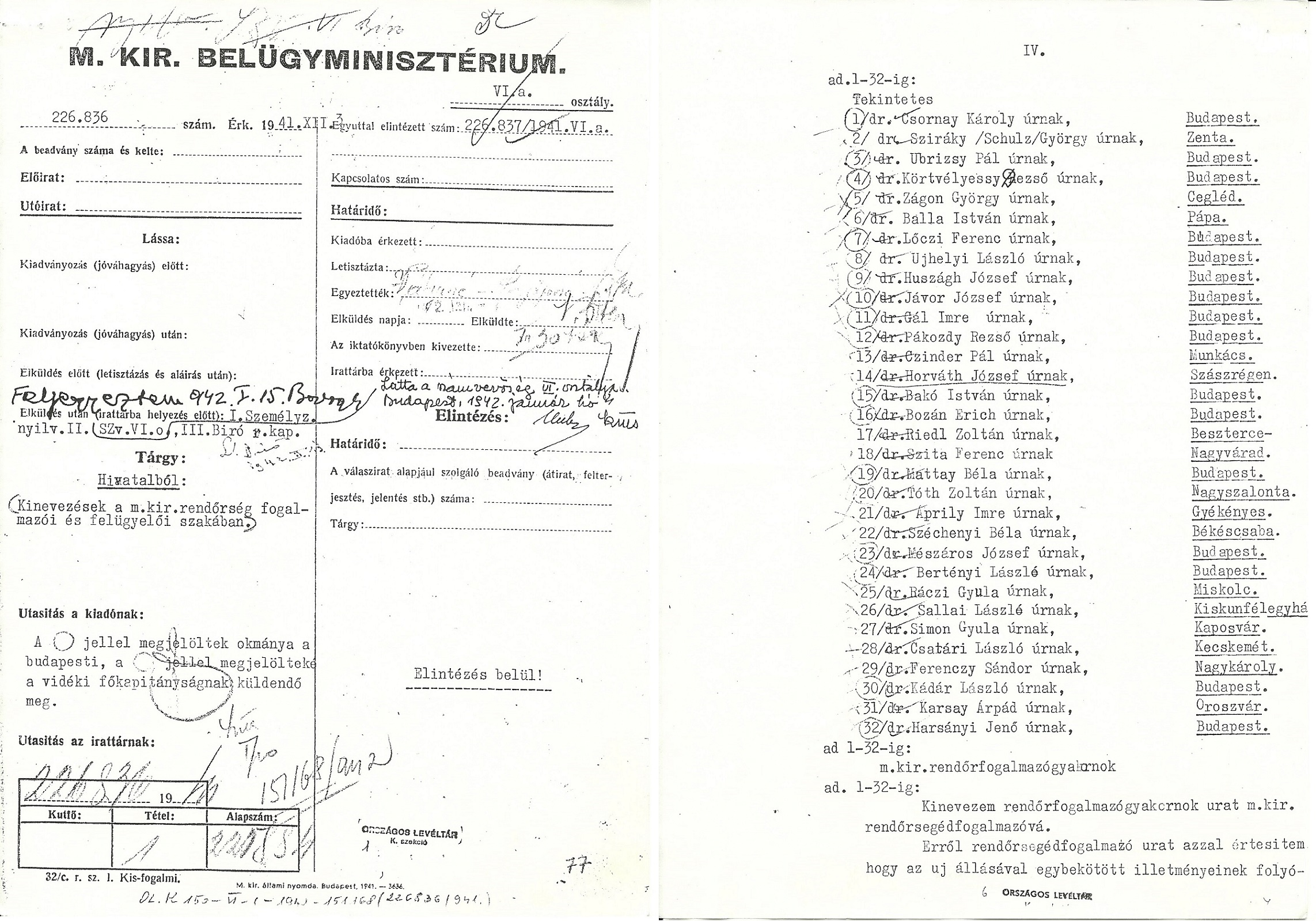
Dr. Csatáry László M.kir. BM. rendőr-segédfogalmazói kinevezési parancsa 1941. december

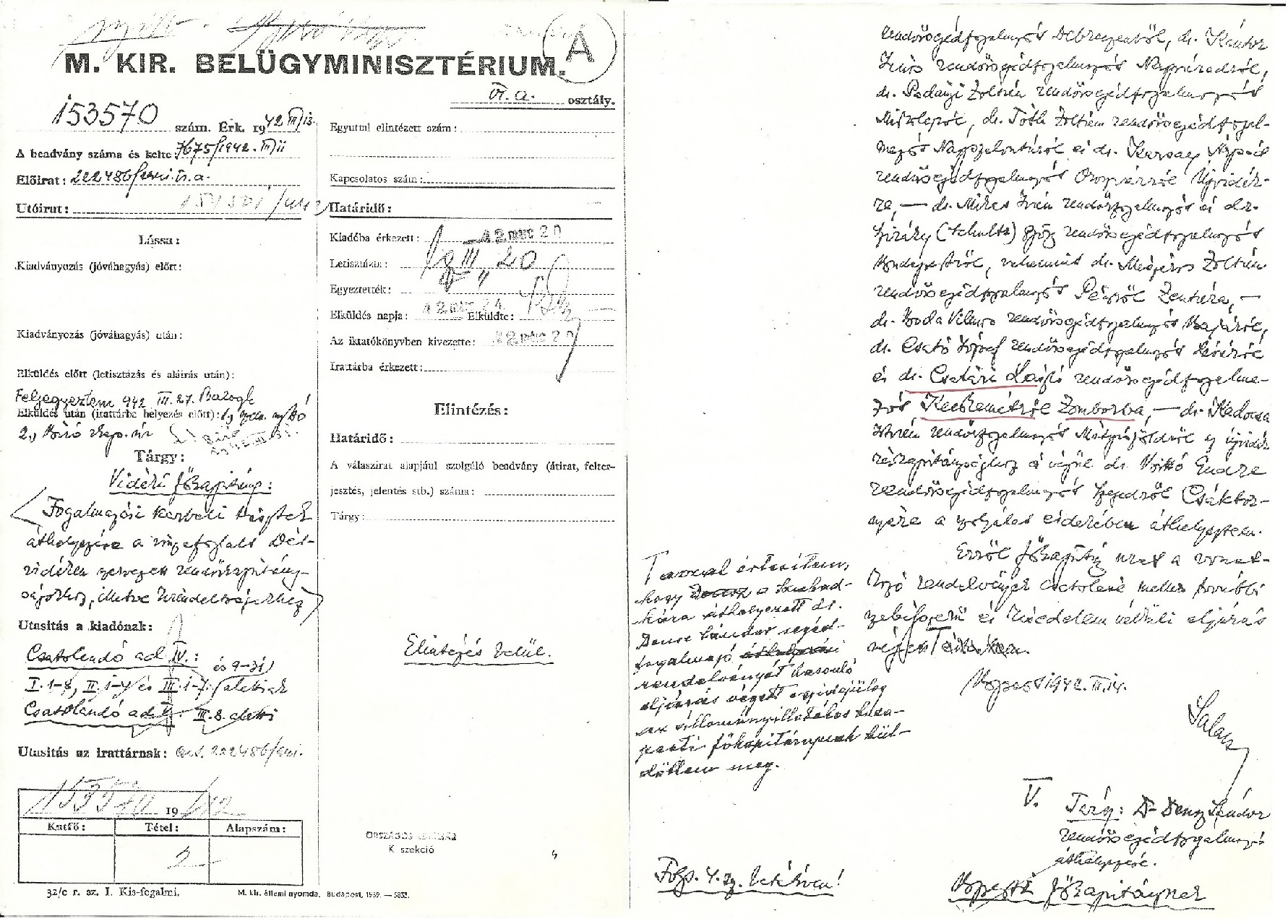
Dr. Csatáry László M.kir. BM rendőr-segédfogalmazó áthelyezési parancsa Kecskemétről – Zomborba 1942. március

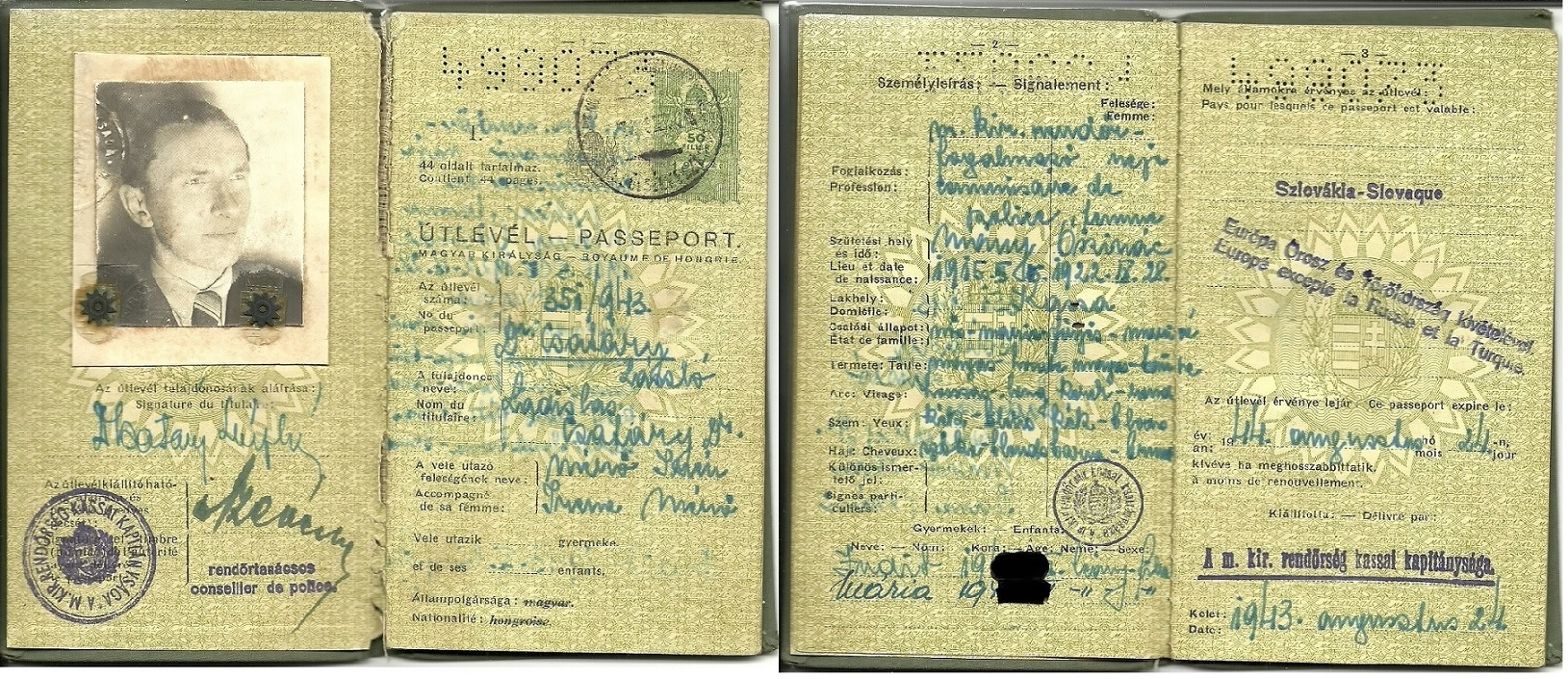
Csatáry László Kassán 1943. augusztus 24-én kiállított útlevele személyleírással. Száma: 351/943. sorozat sz.:499073.

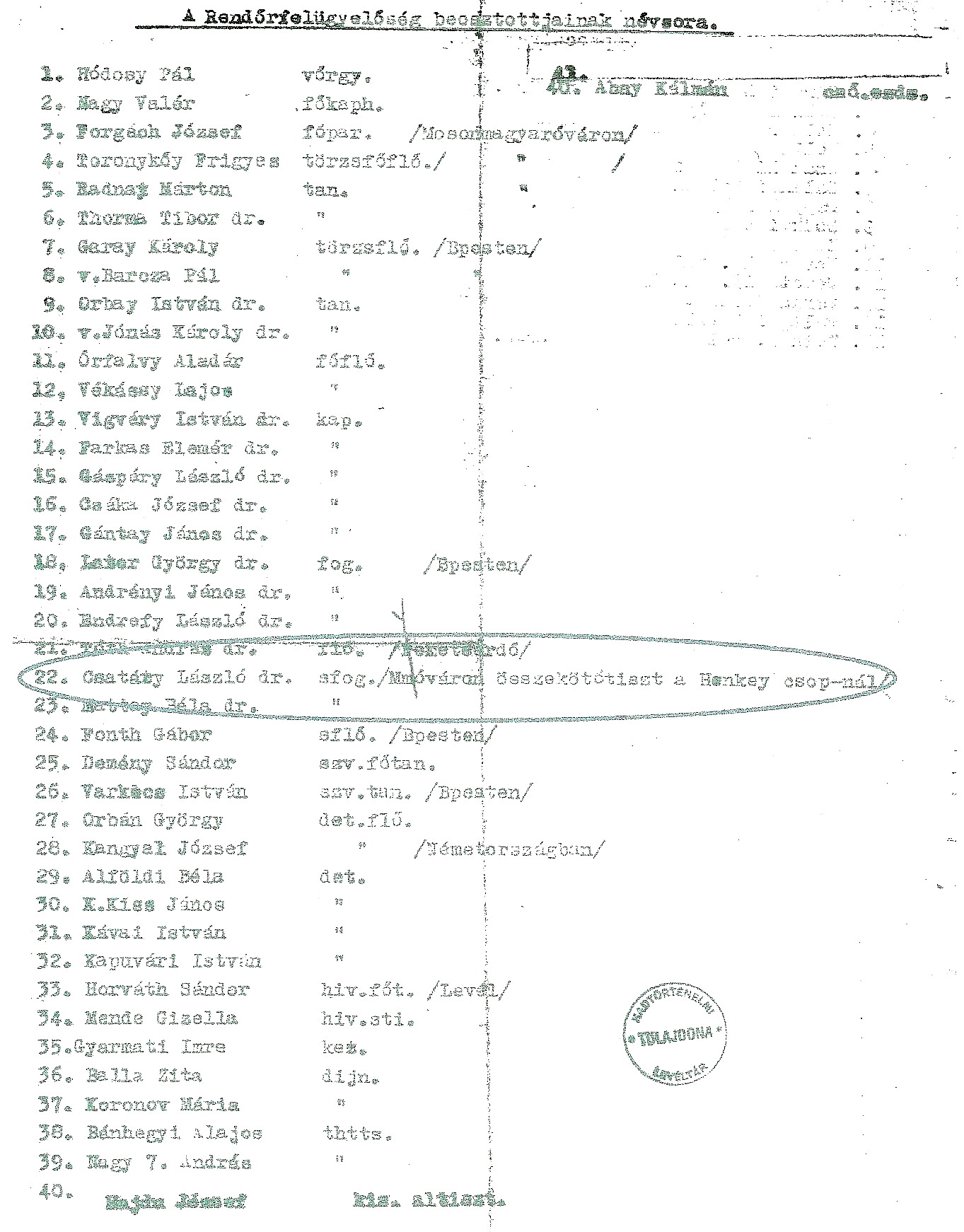
A Hódosy Pál ny.á. cs.alezredes alárendeltségébe tartozó "A Rendőrfelügyelőség névsora"

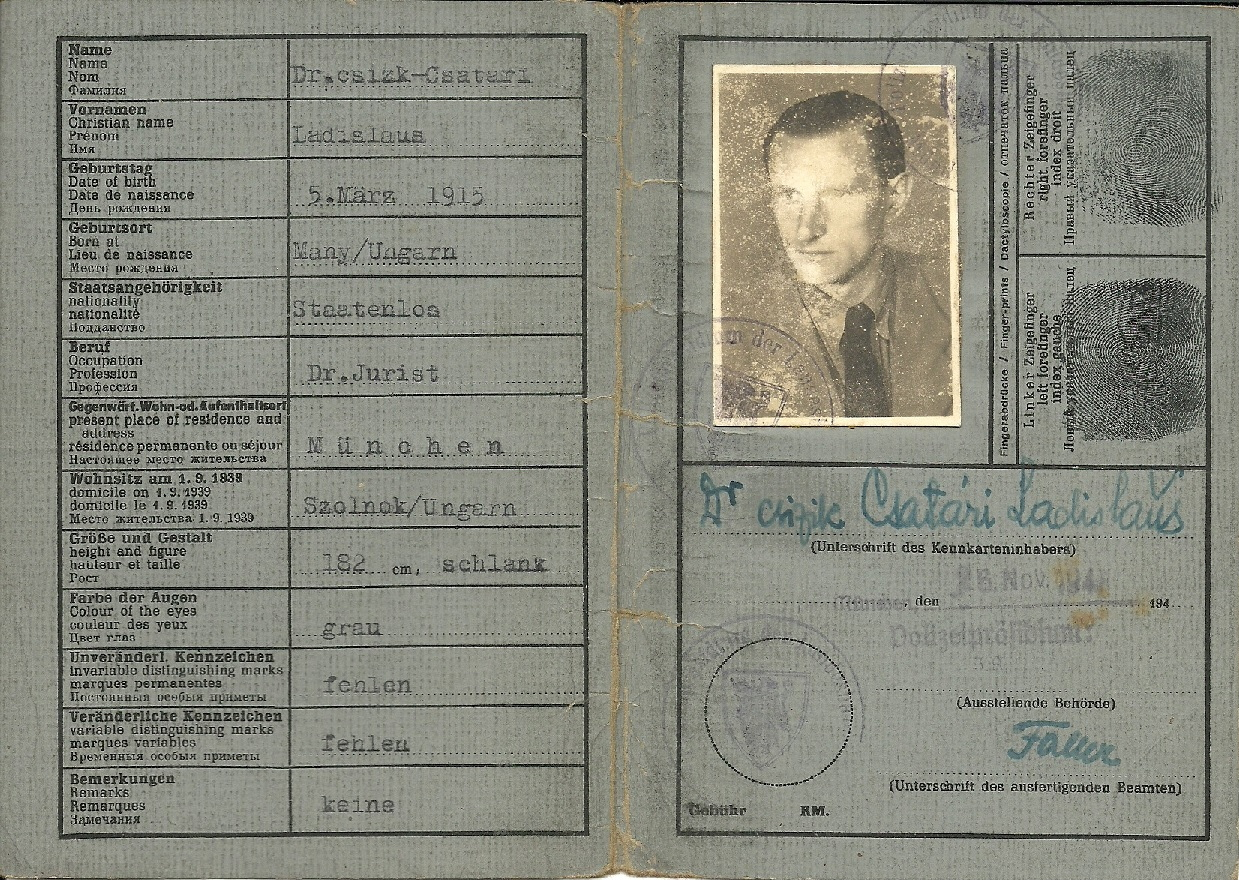
Csatáry László 1948-ban Németország, Münchenben kiállított személyi igazolványa

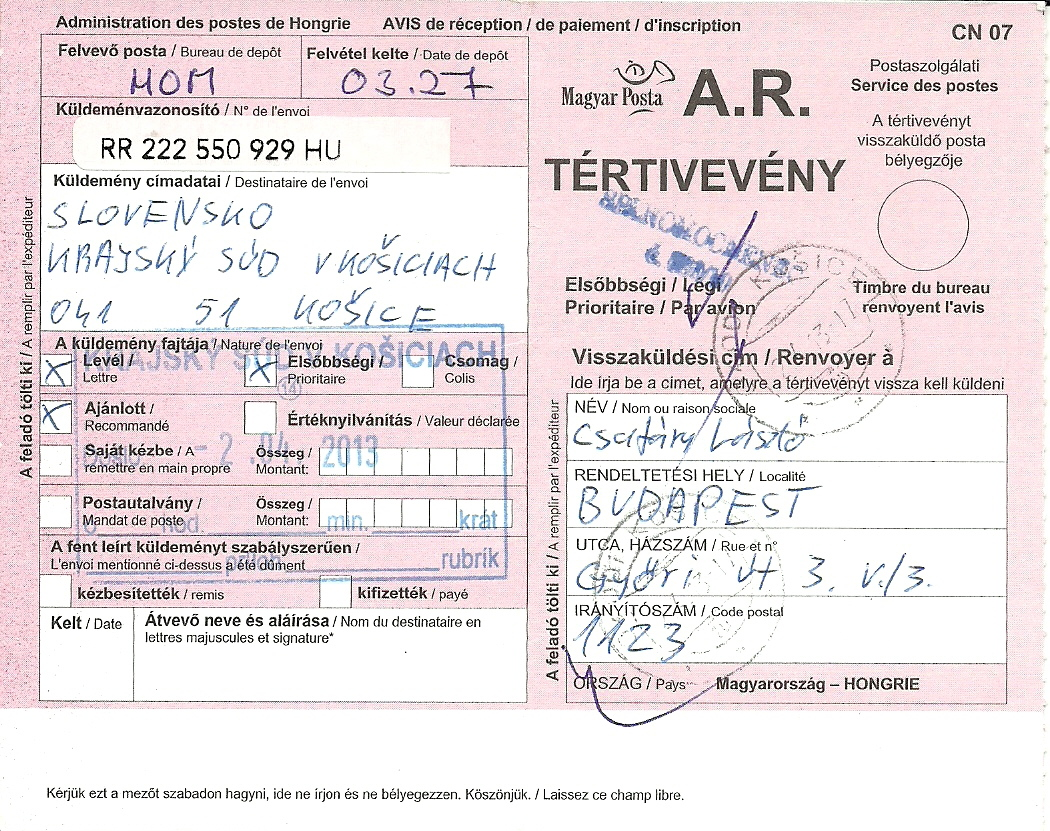
Csatáry László 2013. március 27-én a Kassai Kerületi Bíróság útján a Szlovák Legfelsőbb Bíróságnak benyújtott panasza postai tértivevénye

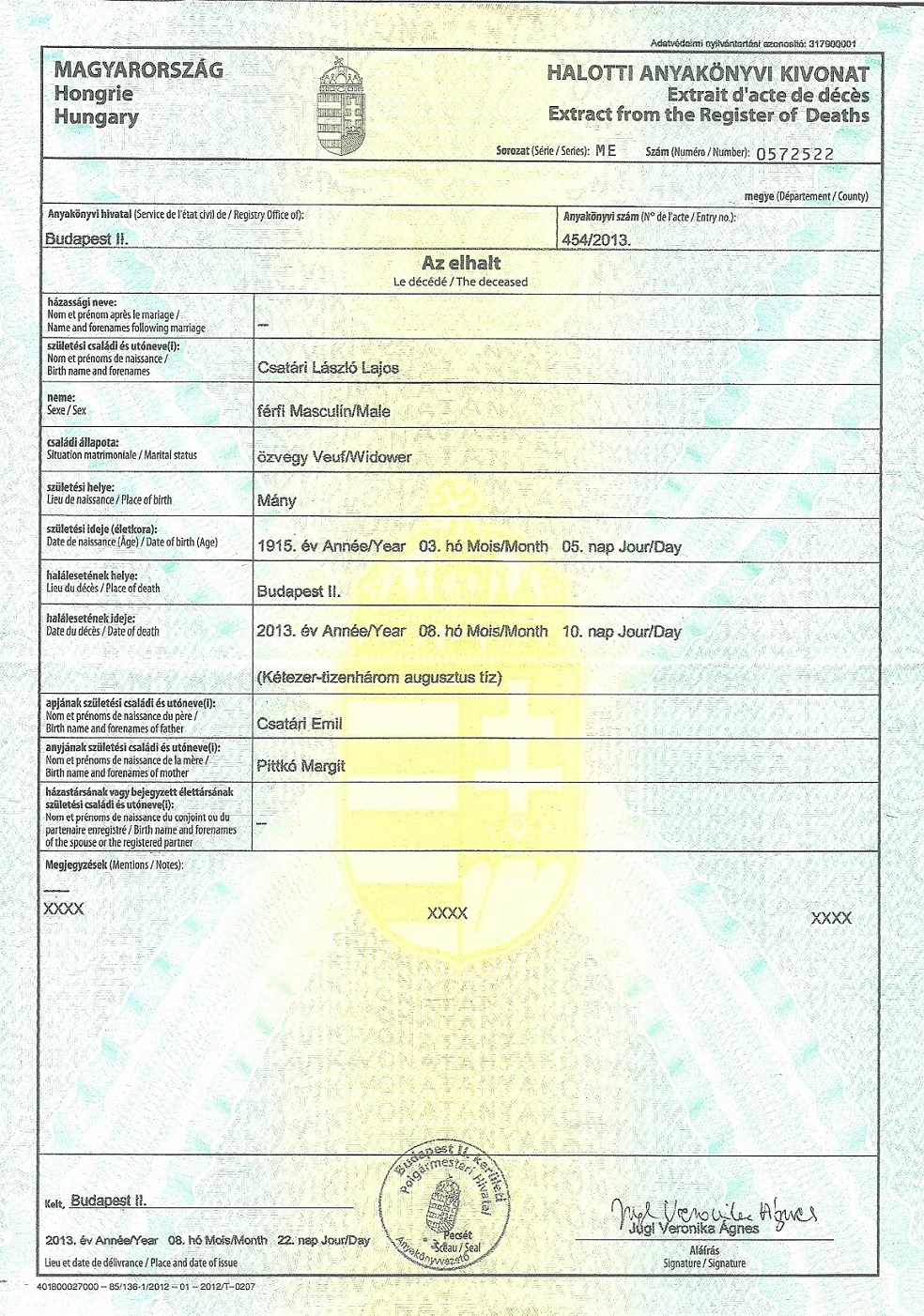
Csatáry László halotti anyakönyvi kivonata. 2013.

Csatáry László (anyakönyvezett neve: Csatári László Lajos; Mány, 1915. március 5. – Budapest, 2013. augusztus 10.) a Magyar Királyi Rendőrség egykori segédfogalmazója. Csehszlovákiában 1948-ban a kassai Népbíróság fasiszta megszállás és kollaboráció vádjával távollétében halálra ítélte.
Csatáry László dr. neve és személye először 2012 áprilisában jelent meg a médiában, amikor a jeruzsálemi Simon Wiesenthal Center igazgatója a The Jerusalem Post-ban arról nyilatkozott, hogy Budapesten él Kassa volt rendőrfőnöke, aki felelős 15 700 zsidó személy 1944 tavaszán történő auschwitzi koncentrációs táborba deportálásáért.

## Élete

### A második világháború előtt
Csatáry László az általános iskolát 1926-ban Bánházpusztán fejezte be. Érettségi vizsgát 1933-ban tett a debreceni Római katolikus Calasanci Szent József Reálgimnáziumban. Jogi tanulmányait a debreceni m.kir. Tisza István Tudományegyetem jog- és államtudományi karán végezte, diplomáját 1937-ben védte meg. 1937-38 között Nyírbátorban a m. kir. Rákóczi Ferenc 12. honvéd gyalogezredben szolgált, mint karpaszományos őrmester. Ezt követően diplomás munkanélküliként élt, majd rövid ideig egy ügyvédi irodában, később a m. kir. BM. Rendőrségéhez történt felvételéig Szolnokon malom-segédellenőrként dolgozott.

### A második világháborúban
Csatáry Lászlót a Magyar Királyi Rendőrség állományába 1940. január 5-én nevezték ki Kecskemétre, mint rendőrségi fogalmazó gyakornokot. A jeruzsálemi Simon Wiesenthal Központ igazgatója büntető feljelentésében azt állította, hogy Csatáry is felelős az 1941-ben végrehajtott, kb. 300 Kassa környéki zsidó Kamenyec-Podolszkijba deportálásában, ahol meggyilkolták őket a német erők. (Kassa ez időben – az első bécsi döntést követően – ismét Magyarországhoz tartozott.) Később ezen feltételezést a kirendelt szakértő megcáfolta, bebizonyítva, hogy Csatáry 1941-ben nem is tartózkodott Kassán, így nem vehetett részt a deportálásokban sem. A szakértői véleményt támasztja alá a M-kir. BM. 1942 márciusában kelt Csatáry László r.segédfogalmazó áthelyezési parancsa Kecskemétről Zomborba. Csatáryt később, 1942 őszén helyezték Kassára.
1944-ben a Kassán létesített két gettó egyikét, az úgynevezett privilegizált zsidók gyűjtőtáborát felügyelte. Miután a két gettót összevonták, Csatáry mintegy két-három hétig volt a komplexum parancsnoka, majd a téglagyár élére került. Mindezeket cáfolja a jeruzsálemi Yad Vashem – Jad Vasem – intézet 2003-ban az interneten közzétett kutatása (expulsions c. fejezet), amely szerint az 1944. április 20-án létrehozott téglagyári gyűjtőtábor parancsnoka Szoó Tibor rendőrtiszt volt. A tanulmány "Expulsions" fejezetében megemlíti Csatáryt, mint csendőr tisztet, aki valójában rendőrségi segédfogalmazó volt. A 0Tk 358/1948. számú Kassán zajló népbírósági perben ellene valló 17 tanú kegyetlen, szadisztikus és szigorú embernek írta le, azonban a megadott személyleírás nem fedi Csatáry László valós személyleírását. A megadott személyleírás egy 176 cm magas, gesztenyebarna hajú és gesztenyebarna szemöldökű, vékony gyenge testalkatú férfit jelöl, Csatáry Kassán kiállított útlevele és Németországban kiállított személyi igazolványa adatai szerint 182–183 cm magas, szőke hajú, arányos testalkatú volt.
Egyes újságcikkek szerint az ő irányításával történt a Kassa és Kassa környéki zsidóság Auschwitzba történő deportálása, ami nem felel meg a valóságnak. A Kassáról történő deportálásokért egyik felelős személy dr. Horváth György vidéki rendőrfőkapitány-helyettes volt, aki ellen a Kassán történő jogsértések miatt 1945-46-ban a Budapesti Népbíróság folytatott eljárást. A második világháború során a Magyarországról történő deportálásokért magyar felelősök: Endre László államtitkár, Jaross Andor belügyminiszter, Baky László államtitkár, Ferenczy László csendőr ezredes ellen a népbírósági eljárásokat lefolytatták.
Csatáry Lászlót 1944 október végén Kassáról Budapestre helyezték, ahol a november 1-től a m. kir. rendőrség felügyelője Hódosy Pál nyá. csendőrezredes közvetlen alárendeltségében a Henkey János vezérkari ezredes által vezetett ellátó csoportban végezte feladatait. A háború végét családjával együtt a németországi Simbach am Inn-ben érte meg, amely az USA katonai övezetében volt. Később Münchenbe költöztek.

### Elítélése
A visszaállított Csehszlovákiában 1948-ban távollétében fasiszta megszállás és kollaboráció vádjával halálra ítélték, azonban maga az ítélet nem volt megtalálható az állami archívumban a peranyagok között, csupán a Nemzeti Emlékezet Intézetének archívumában. Az ítélet alapján a halálbüntetés mellett 15 évre megfosztották politikai jogaitól és elkobozták a vagyonát.

### A háború után
1949-ben családjával együtt elhagyta Németországot és Kanadában telepedett le. Mind németországi tartózkodása idején, mind a kivándorlás, mind a honosítás során saját nevén és magyar származásúként szerepelt. 1955. december 21-én kapta meg a kanadai állampolgárságot, hat évvel azután, hogy Európából a kelet-kanadai Új-Skóciába vándorolt. Először egy repülőgépgyárban dolgozott, később saját céget alapított, majd évekkel később galériát nyitott. A Kanadai Szövetségi Bíróság felhívására a Kanadai Lovasrendőrség az RCMP 1993-ban nemzetközi nyomozást kezdeményezett Csatáry László a háború során Kassán történő tevékenysége megállapítása céljából és amely eljárás 1996-ig tartott. A Szlovákiára, Izraelre, Magyarországra, Szlovéniára az Egyesült Államokra és Kanadára kiterjedő nyomozás során kihallgatott túlélő szemtanúk közül senki sem tudta azonosítani az őket bántalmazót, mivel mindegyikük a Tk 358/1948. számú Csehszlovákiában kiadott személyleírású férfira emlékezett, akinek személyleírása merőben eltérő volt Csatáry Lászlóétól.

### Kanadai állampolgársága megszűnése és Magyarországra történő települése
A médiában több alkalommal is tényként közölték, hogy Csatáry Lászlótól megvonták kanadai állampolgárságát és az országból kiutasították. A Department of Justice Canada – Kanadai Igazságügyi Minisztérium – 2015. április 13-i levele azonban arról tájékoztat, hogy nem tudják mi motiválta állampolgárságáról való lemondásában, melyet ő maga kért[forrás?]. Ezzel egyértelművé vált, hogy állampolgársága megfosztásával kapcsolatban tett különböző nyilatkozatok nem felelnek meg a valóságnak.
1997-ben az egyik kanadai nagyváros magyar konzulátusához fordult azzal a kérdéssel, hogy van-e akadálya annak, hogy Magyarországra települhessen? A nemleges választ követően magyar állampolgárként, magyar személyi igazolvánnyal, valamint magyar útlevéllel a birtokában elhagyta Kanadát és Magyarországon telepedett le. Ezt követően 15 éven keresztül háborítatlanul élt Budapesten.

## Eljárás Csatáry László ellen 2011-13 közt
A 2011-ben indult eljárás Magyarországon, a Kassai Népbíróság 1948-ban hozott halálos ítéletének megváltoztatása, a Chicagóban indult holokauszt túlélők és leszármazottaik kontra MÁV perbe történő bevonása és a háborús bűncselekmények vádjával 2013 júniusában befejezett nyomozás vádemelési indítványa:
2011. szeptember 21-én a Budapesti Ügyészség nyomozást indított a Simon Wiesenthal Központ jeruzsálemi igazgatója által tett büntetőfeljelentés alapján. Csatáry a Központ 2012 áprilisában kiadott éves jelentésében Ladislaus Csizsik-Csatary néven szerepelt a tíz legkeresettebb náci háborús bűnös között. 2012. július 18-án a Budai Központi Kerületi Bíróság – a szökés, elrejtőzés veszélye miatt – elrendelte a 97 éves férfi házi őrizetét.
A kassai kerületi bíróság 2013 márciusában a korábbi népbírósági halálos ítéletet életfogytiglan tartó szabadságvesztésre változtatta. Csatáry ezen döntés elleni panaszát a panaszjog határidejének lejárta előtt a Kassai Kerületi Bíróságon történő benyújtása ellenére a szlovák legfelsőbb bíróság elutasította. Az ítélőszék a zárt ülésen meghozott döntést ennek ellenére azzal indokolta, hogy Csatáry késve adta le a panaszt.
2013 júniusában Csatáry Lászlót a Chicagóban indult holokauszt túlélők és leszármazottaik kontra MÁV perben beidézték a Budai Központi Kerületi Bíróságra tanúként történő meghallgatásra, ahol gyenge egészségi állapota miatt nem tudott megjelenni, azonban az ügyben írásbeli tanúnyilatkozatot tett..
A Csatáry László ellen 2011 őszén indult nyomozás 2013 júniusában befejeződött és az ügyet vádemelési javaslattal megküldték a Fővárosi törvényszéknek. A 2011 és 2013 között eltelt időszakban a médiában közreadott vádakból mindössze egy vádpont maradt meg, a kegyetlenkedéssel elkövetett háborús bűncselekmény. A vád azon alapult, hogy Csatáry László 1944. június 2-án a 4. Auschwitzba induló transzport zárt vagonjain megtiltotta az ablakok kivágását. Az erre vonatkozó tanúvallomás a 197/1946. számú Budapesti népbírósági eljárás során Balkányi Sándor túlélő szemtanú vallomásán alapult és aki ugyanebben az eljárásban később azt vallotta, hogy kivételezettsége ellenére őt az első transzporttal vitték el. Az első transzport Kassáról 1944. május 15-én indult.
Ennek a vádnak mond továbbá ellen a Tk 358/1948. számú Kassai Népbírósági eljárás során az utolsó, 1944. június 2-án indított transzport zsidó orvosának dr. Jónap Sámuel tanúvallomása, amely szerint a magyar rendőri vezetéstől engedélyük volt arra, hogy a betegek számára a vagonokban priccseket helyezzenek el.

### Karsai László holokauszt-kutató meglátása (2012. július)
Karsai a HVG írásban feltett kérdéseire a következőket válaszolta: a „bíróság előtt azt lehet bizonyítani, hogy Csatáry szadista, kegyetlen gettó-parancsnok volt, de azt már nem, hogy tudta, a gettóból Auschwitzba viszik a rabokat, azt pedig pláne nem lehet bizonyítani, hogy tudta, mi folyik Auschwitzban.” Karsai László szerint az 1945-ös tanúvallomások alapján az bizonyítható, hogy Csatáry „parancsokat végrehajtva részt vett a gettó megszervezésében és ott kegyetlenkedett, valamint részt vett a deportálás megszervezésében, azonban ha ennél többet akarnak bizonyítani, például azt, hogy meg is ölte, vagy ki is rabolta a zsidókat, akkor már nem áll meg a vád.’’

### Az eljárás befejezése
Csatáry László 2013. augusztus 10-én egy néhány nap alatt lezajló tüdőgyulladás következtében elhunyt. A büntetőeljárásról szóló 1998. évi XIX. törvény alapján a bíróság a vádlott halála miatt az eljárást megszüntette.